# Piper bajanum
Piper bajanum är en pepparväxtart som beskrevs av Trel. & Yunck.. Piper bajanum ingår i släktet Piper och familjen pepparväxter. Inga underarter finns listade i Catalogue of Life.